# Hothead Paisan
Hothead Paisan: Homicidal Lesbian Terrorist est une série de comic des États-Unis, consacrée à un personnage de lesbienne terroriste.

## Genèse de l'œuvre
Le personnage de Hothead Paisan fut créé en 1991, alors que son auteure, Diane DiMassa (née aux États-Unis en 1959), était en cure de désintoxication. Elle décida d'exprimer sa colère contre la société patriarcale et sexiste dans laquelle elle vivait à travers un personnage de lesbienne vengeresse. 

## Résumé
Hothead Paisan est une jeune lesbienne au caractère écumant, toujours prête à mitrailler ou couper en morceaux les hommes qui harcèlent et violent des femmes. Elle vit avec un chat, Chicken, qui fournit un contrepoint plus tendre et joyeux, tout comme les scènes avec son amie aveugle Roz, une lesbienne plus tolérante, et Daphne dont elle tombe amoureuse. 
Hothead commet des agressions et des attentats dès qu'elle voit des agressions contre les femmes, vengeant les victimes du machisme et du sexisme, et horrifiant certaines femmes soumises. Elle s'oppose à son amie Roz, qui réprouve la violence, et à Suzette, une amie bisexuelle. A un moment, elle enlève les auteurs d'un viol, acquittés par un jury complaisant, les torture et les mutile. Hothead Paisan se met cependant à sombrer dans la dépression et remet en cause sa propre violence. Finalement, elle rencontre une jeune lesbienne, Daphne, dont elle tombe amoureuse et avec laquelle elle vit une histoire d'amour.

## Commentaires
Le personnage fait penser au SCUM Manifesto de Valerie Solanas. La bande dessinée contient cependant énormément d'humour, et des séquences oniriques inspirées du surréalisme.

## Réception
À travers ses livraisons successives, Hothead Paisan attira un public féminin croissant dans le champ underground. Des séquences d'une grande violence ont poussé la douane canadienne à la classer "littérature de haine". 
Son succès lui valut la publication chez les éditrices Cleis Press en 1996 (deux volumes). Une intégrale parut en 1999 dans la même maison d'édition. 

## Adaptation
L’album a  été adapté sous forme d’opéra par Animal Prufrock,  en 2004, au Michigan Womyn’s Music Festival, avec Ani DiFranco dans le rôle de Chicken.